# Fibrilação G
Em topologia algébrica, uma fibrilação G ou fibrilação principal é uma generalização de um fibrado principal, apenas como um fibrilação é uma generalização de um feixe de fibras. Por definição, dado um monóide topológico G, fibrilação G é um fibrilação p: P→B , juntamente com uma contínua ação monóide topológico P × G → P direita tal que
- (1) {\displaystyle } para todo x em P e g em G.
- (2) Para cada x em P, o mapa {\displaystyle } é uma equivalência fraca.

Um fibrado principal é um exemplo prototípico de uma fibrilação G. Outro exemplo é a fibrilação de espaço de caminho de Moore: ou seja, deixe que {\displaystyle } seja o espaço de caminhos de vários comprimento de uma base espacial X. Em seguida, a  fibrilação {\displaystyle } que envia a cada caminho até o seu ponto final é uma fibrilação G com G o espaço de laços de vários comprimentos em X.